# بالنت كارولي
بالنت كارولي (بالمجرية: Károly Bálint)‏ هو لاعب كرة قدم مجري، ولد في 12 يناير 1993 في كيزتيلي في المجر. لعب مع زالايغيرزيغي تورنا إغيليت ونادي بكسكابا 1912 إلوره ونادي مول فيدي.

## وصلات خارجية
- بالنت كارولي على موقع اتحاد المجر (الهنغارية)
- بالنت كارولي على موقع قاعدة بيانات كرة القدم.إي يو (الإنجليزية)
- بالنت كارولي على موقع Soccerway.com (الإنجليزية)